# Boulevard (película de 1994)
Boulevard es una película de suspenso y crimen canadiense lanzada en 1994, con actuaciones estelares de Rae Dawn Chong, Kari Wuhrer y Lou Diamond Phillips.

## Trama
Una mujer llamada Jennifer escapa de su novio abusivo, toma la difícil decisión de dar en adopción a su bebé y sube al próximo autobús para alejarse de la ciudad. Sin embargo, acaba en las frías y sombrías calles de Toronto durante un invierno implacable. Su situación la lleva a cruzar caminos con Ola, una prostituta que la acoge en su círculo.
Ola presencia cómo el proxeneta local Hassan mata a otra prostituta, pero decide no testificar en su contra debido al peligro que representa; ella es consciente de que Hassan cuenta con conexiones que podrían poner su vida en riesgo si revela la verdad. Un oficial de policía llamado McClaren intenta interrogarla, pero al negarse a hablar, Ola es finalmente deportada a los Estados Unidos.
Finalmente, Ola regresa a Toronto y es recibida con alivio por Jennifer. Sintiéndose culpable por no haber encontrado trabajo para contribuir con la generosidad de Ola, Jennifer le pide ayuda y termina por unirse a la industria de la prostitución, bajo la protección y mentoría de Ola. Con el tiempo, Jennifer confronta a su exnovio, quien la ha rastreado con la intención de hacerle daño por haberlo dejado y haber dado en adopción a su bebé a sus espaldas. En un acto de autodefensa, Jennifer se ve obligada a dispararle y lo mata. Luego abandona su cuerpo en su auto en un callejón cercano.
Mientras tanto, Ola, convencida de que Hassan ha secuestrado a Jennifer y la está obligando a trabajar para él, infligiéndole daño como hace con las demás chicas bajo su control, decide tomar la justicia en sus propias manos. Armada, se dirige a la casa de Hassan y lo confronta, exigiendo saber el paradero de Jennifer. A pesar de las negativas de Hassan de tener a Jennifer, un enfrentamiento verbal se desencadena. La situación se torna violenta cuando Hassan ataca brutalmente a Ola, dejándola gravemente herida a orillas de un río.
En otro escenario, Jennifer regresa al apartamento de Ola en su búsqueda después de haber matado a su exnovio. Sin embargo, para su sorpresa, Ola no está allí y nadie parece saber su paradero. Finalmente, una de las chicas vinculadas a Hassan, Sheila, admite que ha presenciado todo y revela que Ola está en el hospital, en un estado cercano a la muerte, debido a las lesiones sufridas en el enfrentamiento con Hassan.
Jennifer corre hacia Ola y la encuentra en un estado que parece ser de coma. Llena de determinación, jura venganza y toma un arma para enfrentarse a Hassan por lo que le hizo a Ola. Aunque dispara varias veces, no logra matarlo y finalmente se aleja de la escena. Poco después, Hassan es arrestado por McClaren.
Jennifer vuelve al hospital y se sitúa junto a la cama de Ola. Le revela que ha tomado venganza por ella y le asegura que no puede morir porque la ama. En un instante de esperanza, Ola abre los ojos y dirige su mirada hacia Jennifer. Sin embargo, la tensión aumenta cuando el monitor cardíaco de Ola muestra que sus latidos cardiacos se detienen, señalando su fallecimiento.
La película llega a su fin con Jennifer recogiendo algunos objetos que evocan recuerdos de Ola y luego subiendo a un autobús con destino desconocido.

## Elenco
- Rae Dawn Chong como Ola
- Kari Wuhrer como Jennefer
- Lou Diamond Phillips como Hassan
- Lance Henriksen como McClaren
- Joel Bissonnette como J–Rod
- Judith Scott como Sheila
- Amber Lea Weston como Debi
- Greg Campbell como Coco
- Keram Malicki–Sánchez como Sister
- Katie Griffin (as Katie Griffen) como Lorraine
- Marcia Bennett como Mrs. Braverly
- Michael Eric Kramer (as Michael Kramer) como Doctor
- Linlyn Lue como ICU Nurse
- James Loxley como Dr. Edwards
- Timm Zemanek como Ticket Clerk
- Renato Rizzuti como Large Man
- Jim Feather como Chester
- Jimmy Loftus como Paul
- Christopher Bickford como Punk
- Alex Bandiera como Thug
- Kathleen Kitts como Blonde Woman

## Recepción
La crítica de Allmovie, a cargo de Sandra Brennan, otorgó a la película una calificación de 1 y media estrellas de 5.